# 沃丁頓 (紐約州村)
沃丁頓（英語：Waddington）是位於美國紐約州聖羅倫斯縣的村。

## 人口
根據2020年美國人口普查的數據，沃丁頓的面積為6.13平方千米，當中陸地面積為5.65平方千米，而水域面積為0.48平方千米。當地共有人口937人，而人口密度為每平方千米153人。